# Noi vogliam Dio
Noi vogliam Dio, Vergin María  (en español: Queremos a Dios, Virgen María) es un himno mariano que se convirtió en himno nacional de los Estados Pontificios a comienzos del siglo XIX. Su música y letra (en italiano con elementos del dialecto romano) son anónimas. Fue reemplazado como himno nacional en 1857 por la Gran marcha triunfal de Viktorin Hallmayer.
Es una traducción del himno francés «Nous voulons Dieu», escrito y compuesto para una peregrinación a Lourdes el 11 de septiembre de 1882 por François-Xavier Moreau, párroco de Sorigny. Tanto la música como la letra se publicaron en un folleto cuya cuarta edición se publicó en 1885.
La melodía se convirtió luego en una canción litúrgica muy difundida, luego de perder su relevancia civil o religiosa y permanecer como una pieza con profundas relaciones con el papado y su período de poder secular. Todavía es interpretada como canto litúrgico, especialmente en las procesiones.
En algunas naciones de habla hispana se han creado himnos a Cristo Rey utilizando la melodía de "Noi Vogliam Dio". Así nacieron himnos como "Tú Reinarás" y "Hasta Tus plantas".

## Letra
Noi vogliam Dio, Vergin María,

benigna ascolta il nostro dir,

noi t’invochiamo, o Madre pia,

dei figli tuoi compi il desir.
Deh benedici, o Madre, al grido della fe’,

noi vogliam Dio, ch’è nostro Padre,

noi vogliam Dio, ch’è nostro Re.

noi vogliam Dio, ch’è nostro Padre,

noi vogliam Dio, ch’è nostro Re.

Noi vogliam Dio nelle famiglie

dei nostri cari in mezzo al cor;

sian puri i figli, caste le figlie,

tutti c’infiammi di Dio l’amor.

Deh benedici, o Madre, al grido....,

## Versiones en castellano
Se han hecho diferentes adaptaciones al idioma castellano de este himno, sin embargo las más conocidas son "Hasta tus plantas" que es una adaptación chilena, más parecida a la letra original en italiano, y "Tú reinarás" esta última tiene gran vigencia en México, puesto que fue uno de los himnos de la guerra cristera.

### Hasta tus plantas[1]
Hasta tus plantas, Señor, llegamos

buscando asilo en tu corazón.

Tus gracias todas hoy imploramos

que ellas protejan nuestra nación.

Do quiera al Rey de reyes,

levántese un altar.

A Dios queremos, en nuestras leyes,

en las escuelas y en el hogar. (bis)
Fijo en la altura su pensamiento,

a Dios alzando su corazón.

Con los colores del firmamento

formó la Patria su pabellón.
Do quiera al Rey de reyes,...

Mientras el culto de nuestra historia

a los patriotas alientos dé.

Nuestros mejores himnos de gloria

serán los cantos de nuestra fe.
Do quiera al Rey de reyes,...

A Dios queremos en la enseñanza

porque la infancia desde su albor.

Lleve en el alma fe y esperanza

y a Jesús ame, su redentor.
Do quiera al Rey de reyes,...

A Dios queremos en los hogares,

crezcan los hijos en fe y pudor.

Y los esposos en los altares

prometan fieles perpetuo amor.
Do quiera al Rey de reyes,...

A Dios queremos, Virgen María,

benigna acoge nuestro clamor.

Bajo tu amparo, oh, madre mía,

guárdenos siempre, su eterno Amor.
Do quiera al Rey de reyes,...

### Tú Reinarás[2]
Tú reinarás, este es el grito

que ardiente exhala nuestra fe

Tú reinarás, oh Rey Bendito

pues tú dijiste ¡Reinaré!
Reine Jesús por siempre

Reine su corazón

en nuestra patria, en nuestro suelo

que es de María la nación.
Tu reinarás, dulce esperanza,

que el alma llena de placer;

habrá por fin paz y bonanza,

felicidad habrá doquier.
Reine Jesús por siempre...

Tu reinarás en este suelo,

te prometemos nuestro amor,

Oh buen Jesús, danos consuelo

en este valle de dolor.
Reine Jesús por siempre...

Tú reinarás, Reina y ahora,

en esta casa y población

ten compasión del que implora

y acude a ti en la aflicción.
Reine Jesús por siempre...

Tú reinarás toda la vida

trabajaremos con gran fe

en realizar y ver cumplida

la gran promesa: ¡Reinaré!
Reine Jesús por siempre...